# Liste des monuments historiques de Montbéliard
Cet article recense les monuments historiques de Montbéliard, en France.

## Statistiques
Montbéliard compte 33 édifices comportant au moins une protection au titre des monuments historiques, soit plus de 7 % des monuments historiques du département du  Doubs.
8 monuments sont classés MH, 27 sont inscrits MH (3 monuments ont de multiples protections).
Le graphique suivant résume le nombre d'actes de protection par décennies :
Sur les 33 monuments :
- 4 (12 %) sont destinés au culte
- 21 (64 %) sont des habitations
- 8 (24 %) sont des édifices administratifs, commerciaux ou divers

## Liste
| Monument                                                          | Adresse                           | Coordonnées                      | Notice         | Protection     | Date      | Illustration |
| ----------------------------------------------------------------- | --------------------------------- | -------------------------------- | -------------- | -------------- | --------- | --- |
| Château de Montbéliard                                            | rue du château                    | 47° 30′ 33″ nord, 6° 48′ 01″ est | « PA00101673 » | Classé         | 1996      | Château de Montbéliard |
| Église Saint-Maimbœuf de Montbéliard                              | rue Saint Maimboeuf               | 47° 30′ 35″ nord, 6° 47′ 31″ est | « PA00101784 » | Classé         | 1994      | Église Saint-Maimbœuf de Montbéliard |
| Ferme de la Souaberie                                             | 12 rue du collège                 | 47° 30′ 40″ nord, 6° 47′ 56″ est | « PA00101754 » | Inscrit        | 1989      | Ferme de la Souaberie |
| Halles de Montbéliard                                             | place des Halles                  | 47° 30′ 33″ nord, 6° 47′ 42″ est | « PA00101674 » | Classé         | 1992      | Halles de Montbéliard |
| Ancien hôpital de Montbéliard                                     | 1, rue du château                 | 47° 30′ 32″ nord, 6° 47′ 50″ est | « PA00101758 » | Inscrit        | 1989      | Ancien hôpital de Montbéliard |
| Hôtel Beurnier-Rossel                                             | 8 place Saint-Martin              | 47° 30′ 36″ nord, 6° 47′ 52″ est | « PA00101675 » | Classé Inscrit | 1987      | Hôtel Beurnier-Rossel |
| Hôtel de Franquemont                                              | 42 rue de Belfort                 | 47° 30′ 30″ nord, 6° 47′ 58″ est | « PA00101749 » | Inscrit        | 1989      | Hôtel de Franquemont |
| Hôtel de la Croix d'Or                                            | 5 rue de la Sous-Préfecture       | 47° 30′ 31″ nord, 6° 47′ 47″ est | « PA00101676 » | Inscrit        | 1977      | Hôtel de la Croix d'Or |
| Hôtel de ville de Montbéliard                                     | Place Saint-Martin                | 47° 30′ 37″ nord, 6° 47′ 54″ est | « PA00101677 » | Inscrit        | 1939      | Hôtel de ville de Montbéliard |
| Hôtel de voyageurs du Lion Rouge                                  | 38 rue des Halles                 | 47° 30′ 34″ nord, 6° 47′ 39″ est | « PA00101750 » | Inscrit        | 2012      | Hôtel de voyageurs du Lion Rouge |
| Immeuble                                                          | 23 rue Georges-Clemenceau         | 47° 30′ 37″ nord, 6° 47′ 45″ est | « PA00101787 » | Inscrit        | 1992      | Immeuble |
| Immeuble                                                          | 8 rue Cuvier                      | 47° 30′ 34″ nord, 6° 47′ 53″ est | « PA00101785 » | Inscrit        | 1992      | Immeuble |
| Immeuble dit le Lion de Peugeot                                   | 37 rue Cuvier                     | 47° 30′ 37″ nord, 6° 48′ 03″ est | « PA00101786 » | Inscrit        | 1992      | Immeuble dit le Lion de Peugeot |
| Hôtel Bernard Fallot (Maison mitoyenne à l'hôtel Beurnier-Rossel) | 10 place Saint-Martin             | 47° 30′ 36″ nord, 6° 47′ 53″ est | « PA00101679 » | Inscrit        | 1939      | Hôtel Bernard Fallot« hôtel Bernard Fallot », notice no IA00048794, sur la plateforme ouverte du patrimoine, base Mérimée, ministère français de la Culture (Maison mitoyenne à l'hôtel Beurnier-Rossel) |
| Maison Morlot ou Maison Forstner                                  | 21 place Saint-Martin             | 47° 30′ 37″ nord, 6° 47′ 50″ est | « PA00101680 » | Classé Inscrit | 1921 1925 | Maison Morlot ou Maison Forstner |
| Maison Rossel dit Hôtel Sponeck                                   | 54 rue Georges-Clemenceau         | 47° 30′ 40″ nord, 6° 47′ 52″ est | « PA00101678 » | Inscrit        | 1932      | Maison Rossel dit Hôtel Sponeck |
| Maison                                                            | 19 place Denfert-Rochereau        | 47° 30′ 32″ nord, 6° 47′ 42″ est | « PA00101770 » | Inscrit        | 1990      | Maison |
| Maison                                                            | 21 place Denfert-Rochereau        | 47° 30′ 32″ nord, 6° 47′ 43″ est | « PA00101753 » | Inscrit        | 1989      | Maison |
| Maison                                                            | 14 rue Diemer-Duperret            | 47° 30′ 29″ nord, 6° 47′ 49″ est | « PA00101751 » | Inscrit        | 1990      | Maison |
| Maison                                                            | 29 rue du Faubourg-de-Besançon    | 47° 30′ 32″ nord, 6° 47′ 32″ est | « PA00101757 » | Inscrit        | 1989      | Maison |
| Maison                                                            | 31 rue du Faubourg-de-Besançon    | 47° 30′ 32″ nord, 6° 47′ 31″ est | « PA00101756 » | Inscrit        | 1989      | Maison |
| Maison                                                            | 18 rue Georges-Clemenceau         | 47° 30′ 37″ nord, 6° 47′ 46″ est | « PA00101755 » | Inscrit        | 1989      | Maison |
| Maison                                                            | 34-36 rue Georges-Clemenceau      | 47° 30′ 39″ nord, 6° 47′ 46″ est | « PA00101752 » | Inscrit        | 1989      | Maison |
| Maison                                                            | 1 place Saint-Martin              | 47° 30′ 36″ nord, 6° 47′ 49″ est | « PA00101759 » | Inscrit        | 1989      | Maison |
| Maison                                                            | 3 rue Saint-Martin                | 47° 30′ 35″ nord, 6° 47′ 49″ est | « PA00101747 » | Inscrit        | 1989      | Maison |
| Maison                                                            | 11 rue de la Sous-Préfecture      | 47° 30′ 31″ nord, 6° 47′ 48″ est | « PA00101681 » | Classé         | 1986      | Maison |
| Monument aux morts                                                | Square du Souvenir - Paul Resener | 47° 30′ 29″ nord, 6° 48′ 00″ est | « PA25000098 » | Inscrit        | 2022      | Monument aux morts |
| Pavillon de jardin, dit loge                                      | 2 rue Charles-Contejean           | 47° 30′ 29″ nord, 6° 47′ 40″ est | « PA25000061 » | Inscrit        | 2009      | Image manquante Téléverser |
| Pierre à poissons                                                 | place des Halles                  | 47° 30′ 33″ nord, 6° 47′ 45″ est | « PA00101682 » | Classé         | 1922      | Pierre à poissons |
| Synagogue de Montbéliard                                          | rue de la Synagogue               | 47° 30′ 27″ nord, 6° 47′ 49″ est | « PA00101796 » | Inscrit        | 1992      | Synagogue de Montbéliard |
| Temple protestant Saint-Martin de Montbéliard                     | Place Saint-Martin                | 47° 30′ 37″ nord, 6° 47′ 50″ est | « PA00101684 » | Classé         | 1963      | Temple protestant Saint-Martin de Montbéliard |
| Temple Saint-Georges de Montbéliard                               | rue du Faubourg-de-Besançon       | 47° 30′ 33″ nord, 6° 47′ 30″ est | « PA00101683 » | Inscrit        | 1986      | Temple Saint-Georges de Montbéliard |
| Théâtre de Montbéliard                                            | Place Saint-Martin                | 47° 30′ 37″ nord, 6° 47′ 54″ est | « PA00101788 » | Inscrit        | 1992      | Théâtre de Montbéliard |
| Université luthérienne de Montbéliard                             | rue Saint-Maimboeuf               | 47° 30′ 36″ nord, 6° 47′ 31″ est | « PA00101748 » | Inscrit        | 1989      | Université luthérienne de Montbéliard |